# 北朝鮮による韓国人拉致問題
北朝鮮による韓国人拉致問題（きたちょうせんによるかんこくじんらちもんだい）は、韓国人が朝鮮民主主義人民共和国（北朝鮮）特殊機関の工作員などにより極秘裏に拉致、誘拐、監禁された問題。韓国政府の公式認定で拉致された人数は500人で日本国政府認定の日本人拉致被害者の数十倍におよぶ。日本人の間で最も知られているのは1977年と1978年に韓国の海岸から5人の高校生が拉致された事件で、ちょうど日本で横田めぐみや田口八重子、アベック拉致事件をはじめ主な拉致事件が多発した時期と重なる。横田めぐみを含め、この事件から共通点として浮上するのは、拉致の対象者が未成年者を中心にした年代層にもみられる点である。
韓国では北朝鮮による拉致の事を拉北（납북）と言い、北朝鮮による拉致被害者の事を拉北者（납북자）と呼ぶ。

## 概要
1946年7月31日、北朝鮮の指導者金日成は南朝鮮からインテリを連れてくることを指示した。これが、北朝鮮による韓国人拉致問題の始まりである。
韓国人拉致被害者（拉北者）は500人近くにおよぶとみられる。北朝鮮指導者のねらいはわかりにくい部分もあるが、当初、拉致の目的はスパイ養成の意図があったと考えられる。朝鮮戦争後の1953年以降、北朝鮮は韓国人を相次いで拉致し、その総数は2004年段階で3,790人におよぶ。韓国政府が現在も抑留されていると認定した拉致被害者は486人である。
その内訳は、漁師が435人と最も多く、旅客機の乗客と乗組員が11名、その他の軍人8名、海軍放送船の乗組員が12名、海洋警察官2名、海外駐在員および留学生12名、韓国国内の沿岸で拉致された高校生5名などとなっている。北朝鮮は、1969年には韓国の国内線をハイジャックし元山市に着陸、39人を帰国させたが11名の韓国人は解放されなかった。
多くの拉北者が平壌直轄市の地下に掘られた巨大なトンネルのなかに設営された「以南化環境館」でスパイ教育の任務にあたらされた。そこには、銀行や警察署、スーパーマーケット、高級ホテル、歓楽街まで韓国にあるものそのままに再現されていた。スパイの「韓国人化教育」にたずさわった人は80人以上におよぶが、その多くは韓国より拉致・誘拐されてきた人々だったとの証言がある。

### 拉致の背景と目的
北朝鮮が拉致を実行した背景には、北朝鮮の対南工作がある。北朝鮮の対南工作の一環として、韓国国内に北朝鮮のシンパによる人脈を築いて工作活動に利用するというものがあるが、この工作活動を円滑に進めるために韓国人の拉致被害者が利用される。
- 韓国人拉致被害者に成り代わる事で、韓国当局から隠れやすくなる（実際に戸籍が存在するため）。
- 韓国と北朝鮮では長い間分断が続いたこともあり、同じ言語を扱う同一の民族と言っても細かい箇所では差がある[4][5]。北部と南部では、分断以前からも方言が存在した。これらの差を埋めるために、実際の韓国人を拉致して工作員の教育に利用し、その工作員が韓国国内に潜伏しやすくするのを目的とする[4][5]。

すなわち、工作員を確保するとともに、敵区化教育に役立てようということである。
「救う会」（北朝鮮に拉致された日本人を救出するための全国協議会）による分類は以下の通りである。
- 労働力・兵士とするため … 朝鮮戦争（1950 〜 1953年）時の約10万人[6]
- 工作員にするため … 1955年 〜1976年の約500人、高校生5人、呉吉男・申淑子一家[6]
- 敵区化教育の教官にするため … 高校生、教員、留学生[6]
- 反北活動の阻止 … 宗教家、実業家[6]
- 対南宣伝に活用 … 天道教の教領[6]
- 特殊技能者・専門家の確保 … 俳優、映画監督、楽器演奏者、科学者[6]

### 拉北者数の推移
朝鮮戦争当時の大量移送（約10万人）は除く。
| 年   | 拉致被害者数 | 累計 | 年   | 拉致被害者数 | 累計 |
| ---- | ------------ | ---- | ---- | ------------ | ---- |
| 1955 | 10           | 10   | 1973 | 8            | 392  |
| 1957 | 2            | 12   | 1974 | 30           | 422  |
| 1958 | 23           | 35   | 1975 | 31           | 453  |
| 1964 | 16           | 51   | 1977 | 3            | 456  |
| 1965 | 19           | 70   | 1978 | 4            | 460  |
| 1966 | 4            | 74   | 1980 | 1            | 461  |
| 1967 | 42           | 116  | 1985 | 3            | 464  |
| 1968 | 127          | 243  | 1987 | 13           | 477  |
| 1969 | 19           | 262  | 1995 | 1            | 478  |
| 1970 | 36           | 298  | 1999 | 1            | 479  |
| 1971 | 20           | 318  | 2000 | 1            | 480  |
| 1972 | 66           | 384  |      |              |      |

1960年代から1970年代にかけては頻繁におこなわれていたが、1980年代以降は減少している。拉致の場所は1970年代までは韓国の沿岸部が多かったが、80年代以降はヨーロッパや中国など海外が主となっている。

## 拉致被害年表
- 1946年7月31日、金日成が連合軍軍政下の南朝鮮から知識人を連れてくることを指示[2]。
- 1950年に朝鮮戦争勃発。7月17日、北朝鮮軍事委員会第18号決定書により50万人移送計画[2]。実際には約10万人を韓国側より移送[6]。
  - 化学者の李升基（45歳）が拉致される[6]。
  - 韓国戦争拉北事件資料院の2009年時点の統計によると、50年代に編纂された5種類の拉北者名簿に掲載された拉北者の氏名は合計112,626件に上り、そのうち177件の職業は前・現職の韓国の国会議員である（一部重複掲載あり）[7]。
- 1969年12月11日、北朝鮮工作員の趙昶煕が大韓航空機YS-11ハイジャック事件を起こし乗員乗客を平壌に拉致[2]。このハイジャック事件では、一部の乗客が返還されたが、パイロット、乗務員と乗客7人計11人が未帰還である[8]。拉致されたのは、以下の11名[8]。
  - 機長 ユ・ビョンハ（38歳）
  - 副操縦士 チェ・ソクマン (37歳)
  - 乗務員 チョン・ギョンスク (24歳)
  - 乗務員 ソン・ギョンフィ (23歳)
  - 乗客（印刷所） イ・ドンギ (49歳)
  - 乗客（アナウンサー） ファン・ウォン (32歳)
  - 乗客（記者） キム・ボンジュ (27歳)
  - 乗客（病院長） チェ・ホンドク (37歳)
  - 乗客（会社員） イム・チョルス (49歳)
  - 乗客（飲食業） チャン・ギヨン (40)
  - 乗客（韓国スレート） チェ・ジョンウン (28歳)[8]
- 1976年、対南工作部門幹部会議において金正日が工作員の現地化教育のために外国人を積極的に拉致するよう指令[2]。
- 1977年7月29日、女優の尹静姫（朝鮮語版）（28歳）とピアニストの白建宇（31歳）の夫妻がユーゴスラビア（現、クロアチア）のザグレブにて拉致未遂。
  - 8月、全羅南道紅島から、高校生李珉校（18歳）と崔承民（17歳）が拉致される[9][注釈 1]。
- 1978年1月14日、韓国の人気女優崔銀姫（51歳）がイギリス領香港で拉致される[9][10]。
  - 7月19日、崔銀姫の前の夫であった映画監督の申相玉（52歳）が英領香港で拉致される[1][9][11]。
  - 8月5日、全羅北道群山沖の島で、高校生金英男（16歳）が拉致される[9][12]。
  - 8月、全羅南道木浦沖で、高校生李明雨（17歳）と洪建杓（17歳）が失踪[9]。
  - 教師の高相文（29歳）、拉致される[6]。
  - 教師の徐ジェソク（38歳）、拉致される[6]。
- 1986年3月、崔銀姫と申相玉、ウィーン滞在中にアメリカ大使館に亡命[1][13]。2人は自分たちの拉致体験を著作『闇からの谺（こだま）— 北朝鮮の内幕』にまとめた[1]。
- 1987年1月、申淑子（45歳）が拘束され、2人の娘、呉惠媛（11歳）・呉圭媛（9歳）とともに耀徳強制収容所に強制収容される。
  - 米国留学生の李宰煥（25歳）が拉致される[6]。
- 1995年、牧師の安承運（50歳）が拉致される[6]。
- 1997年、天道教教領の呉益済（68歳）が拉致される[6]。
- 1999年、貿易業者のチャン・セチョル（52歳）が拉致される[6]。
  - 実業家の尹イクフン（47歳）が拉致される[6]。
- 2000年、牧師の金東植（53歳）が拉致される[6]。

## 韓国の反応
拉致被害者の数は公式認定された数だけでも486人と日本の数十倍にのぼる。南北軍事境界線近海で操業していた漁民が、北朝鮮が自国の領海と主張する海域に入ったり、韓国側海域に侵入して来た北朝鮮の工作船に遭遇するなどして船ごと拉致されたケースが最も多いとされている。拉致被害者家族も推定される拉致の経緯などから3つの団体に分かれて活動している。韓国世論はこの問題を重要視しておらず拉致自体が存在しないと考えている人も少なくない。朴正煕政権時代には拉北者家族に対して連座制をしいて、大韓民国中央情報部による監視を行った。実際に過去には共産主義思想の影響と独裁政権に対する反感で北朝鮮に憧れて､自ら北朝鮮へ行く北朝鮮入国者も存在していた。本当に拉致されたか否かは情況から判断するしかなく、国家安全保障上の不安があった朴正煕政権時代には「まずスパイだと思うのが安全だ」と判断していた。
2002年に小泉純一郎首相（当時）と金正日の間で行われた日朝首脳会談で、金正日が日本人を拉致した事実を認め、謝罪した事によって日本世論の関心が一気に高まり、外交における最重要の懸案項目になったのとは対照的である。
元々韓国人の間では、北朝鮮なら拉致しても不思議ではないという見方があったのも一因である。韓国人拉致自体が、北朝鮮との数々の懸案の中ではさほど重要とも考えられていなかった。また、1953年7月27日に朝鮮戦争が休戦となってからも、韓国と北朝鮮は殉職者が出るほど軍事的衝突を繰り返していた。実際に朝鮮戦争がいつ再開されてもおかしくない状態であったため、そのような重要問題から見れば拉致問題は取るに足らないことであり、それらの問題が解決してからの事だと認識されていた。
長年に渡り強力な反共政策が取られていた韓国が民主化や南北和解ムードの到来により親北感情が増し、近年では太陽政策によって北朝鮮を出来る限り刺激しないよう韓国政府が動いていることもあり、国民の間にも朝鮮戦争の記憶が薄れ北朝鮮を脅威と感じず、むしろ同胞だと認識する人間も増えてきた。
そのため、取り上げれば北朝鮮を非難するしかない拉致問題は、北朝鮮にシンパシーを感じる者や太陽政策を支持する者によって煙たがられる傾向にさえある。むしろ、在韓米軍問題等により関係をこじらせつつあるアメリカや竹島・歴史認識問題で対立する日本への敵対心が強くなり、日米が繰り返し主張する拉致問題解決に韓国政府が乗り気でなくなりつつある。

## 現状
韓国政府は、この問題で北朝鮮に何度か抗議をしたことがある。北朝鮮側の回答は、「そのような人物は存在しない」もしくは存在を認めても、「自らの意志で北朝鮮に入国した」と説明し、拉致を認めることはない。韓国の政府関係者が「日本人拉致被害者の問題は日本だけの問題である」として、韓国政府が日本政府と協力することはないと発言したとメディアで伝えられる通り、韓国政府はこの問題に消極的であるとされる。そのため、根本的な解決の糸口は見えていない。2006年に統一部長官に指名された李在禎は「北による外国人拉致など事実かどうかは判断できない」と発言し、それに対し、野党陣営はこのような発言から、統一部長官には相応しくないとの反発があった。
拉致被害者とその家族の面会は、離散家族の再会事業において何度か実現されているが、それをもって解決とは言えない。韓国人拉致被害者の家族にとっては、日本人拉致被害者の家族会や日本国内の対北朝鮮強硬派からみれば決して積極的とはいえない日本政府の姿勢が、とても積極的に思えるのである。
2014年3月3日に開かれた国際拉致解決連合第3回総会では、「90年代から現在まで中国で多数の脱北者や脱北者を支援していた韓国人、中国人らが拉致された。拉致の命令者は政権の最高権力者である金日成、金正日であると断定した」とする共同声明が出された。総会には6・25戦争拉北人士家族協議会名誉理事長の金聖浩と拉北者家族協議会事務局長の安炳璿が参加した。

## 解決に向けた取り組み
韓国国内では、拉致被害者の家族が結成した団体が問題解決に向けて、政府へ要望書を送ったり講演会などを開いているが政府・世論の反応は鈍い。2006年に生じた北朝鮮の核問題で一旦は和解ムードが凍結し、韓国政府の認識が変化することも期待されたが、一つ間違えば戦争に突入する危険性のある強硬姿勢に関しては政府も及び腰であり、反共感情が根強い保守層以外の拉致問題に対する認識は薄い。韓国政府の消極姿勢もあり、解決には日本人拉致問題以上に困難が予想される。
2007年4月2日には、北朝鮮に拉致された被害者や家族に支援金を支給し、現在も帰還していない被害者の生死確認や送還、再会実現を国家の責務と定めた「拉北被害者支援法」が成立した。2008年9月17日には、拉致被害者家族の会代表崔成竜が刑務所に収監された。崔は2007年6月に、南北閣僚級会談が開催されたホテルの前で拉北者と韓国軍捕虜の送還を要求する抗議行動を行い、公務執行妨害で罰金刑を受けていた。
2014年2月17日、国際連合人権理事会の決議を受けて設置された北朝鮮の人権に関する調査委員会は最終報告書を発表した。報告書は北朝鮮に対して、生存拉致被害者とその子どもを即時帰国させること、正確な情報を提供すること、もし亡くなっている場合はその遺骨を返還することなどを北朝鮮に要求した。